# Raoul Baligand
Raoul Baligand (geboren Baligant) (Roux, 4 januari 1913 - Brussel, 28 december 1981) was een Belgisch verzetsman en politicus voor de PCB.

## Levensloop
Raoul Baligand was de zoon van een mijnwerker die syndicaal actief was. Zijn moeder overleed toen hij nog heel jong was en hij werd opgevoed door zijn grootmoeder. Toen hij dertien was leerde hij in de Université Paul Pastur (vernoemd naar Paul Pastur) het beroep van bankwerker aan. Hij ging werken in de Ateliers de constructions électriques de Charleroi (ACEC) als bankwerker-elektricien. De oproerstakingen van 1932 deden hem kiezen voor het communisme. Van september 1934 tot april 1935 vervulde hij zijn legerdienst, waar hij werd ingedeeld bij de genie.
Na zijn legerdienst werd hij politiek actief en nam Baligand bestuurslid van de communistische jeugdorganisatie in zijn geboortedorp Roux, waar hij een van drijvende krachten was achter de fusie van de socialistische en de communistische jeugdorganisatie, die eind 1936 plaatsvond. Baligand was niet aanwezig op het congres dat deze fusie moest bezegelen, aangezien hij twee maanden eerder naar Spanje was getrokken om mee te vechten in de Spaanse Burgeroorlog.
In oktober 1936 werd hij ingelijfd bij de republikeinsgezinde Internationale Brigades, in de geniesectie van het Frans-Belgisch bataljon André Marty (vernoemd naar de Franse communist André Marty). Hij nam deel aan de Slag om Madrid (november 1936), de Slag van Jarama (februari 1937) en de Slag van Guadalajara (maart 1937). In juni 1937 raakte hij nabij Huesca gewond. Korte tijd later werd hij weer opgeroepen voor het Belgisch leger, maar meldde zich laattijdig en werd met twaalf dagen militair arrest gestraft, omdat hij als deserteur werd beschouwd. Onmiddellijk daarop vertrok hij weer naar Spanje waar hij tot kapitein werd gepromoveerd. Hij werd opnieuw gekwetst, tijdens de gevechten in Caspe op de Ebro. Naar België teruggekeerd einde november 1938, vestigde Baligand zich in Brussel, waar hij zich inzette voor republikeinsgezinde veteranen en Spaanse vluchtelingen. 
Na de uitbraak van de Tweede Wereldoorlog in september 1939 werd hij gemobiliseerd. Hij verspreidde communistische ideeën onder medegemobiliseerden en moedigde hen aan om te strijden voor betere levensomstandigheden in de legerkampen. Dit werd Baligand niet in dank afgenomen en hij werd veroordeeld tot drie dagen militaire gevangenis, voor het uitdelen van communistische pamfletten. Hij nam in mei 1940 deel aan de Achttiendaagse Veldtocht, en bij de capitulatie maakte hij van de verwarring gebruik om aan krijgsgevangenschap te ontsnappen en wapens mee te nemen, die hij wist te verbergen op het kerkhof van Roux. 
Op 4 augustus 1940 trouwde hij met de Antwerpse communiste Berthe Verkerk. Hoe ze zich situeerden tijdens de periode van bondgenootschap tussen Nazi-Duitsland en de Sovjet-Unie is niet duidelijk, maar zeker is dat ze vanaf een bepaald tijdstip tijdens de Tweede Wereldoorlog actief waren in de clandestiene pers, meer bepaald in Clarté en Partisan. Volgens George K. Tanham (contribution à l’histoire de la résistance belge 1940-1944), startte Baligand met sabotages vanaf Augustus 1940. In juni 1941, nadat de oorlog van Duitsland tegen de Sovjet-Unie was uitgebroken, dook hij onder, samen met andere oudgedienden van de Internationale Brigades. Ze vormden de eerste kleine groepen die sabotage pleegden en organiseerden zich stilaan tot wat het Belgisch Leger van Partizanen werd. Raoul Baligand leidde heel wat acties, zowat overal in België. Een van de meest opzienbarende was die waarbij honderden kilogrammen dynamiet werd gehaald uit het diepste van de mijn van Bois du Cazier, door twaalf gewapende partizanen. Tegen het einde van de oorlog was hij commandant van de zone West-Wallonië en rechtstreekse adjunct van de nationale commandant, achtereenvolgens Jean Terfve, Henri Buch en Raymond Dispy. Na de Bevrijding probeerde hij een loopbaan in het Belgisch leger uit te bouwen, maar dat was geen succes. Binnen de communistische partij zette Baligand zich in voor een democratisering van het leger.
Van 1943 tot 1951 en van 1960 tot aan zijn dood eind 1981 was hij lid van het Centraal comité van de Belgische communistische partij. Binnen deze partij zette Baligand zich in voor een democratisering van het leger. In februari 1946 werd hij voor de PCB verkozen tot volksvertegenwoordiger voor het arrondissement Charleroi. Hij oefende het mandaat uit tot in 1949 en hield zich in de Kamer vooral bezig met militaire zaken. In oktober 1946 werd hij tevens gemeenteraadslid in Gilly bij Charleroi en behield dit mandaat tot in 1952.
Bij de verkiezingen van 1949 verloor Baligand zijn parlementszetel. Vervolgens werd hij partijverantwoordelijke voor de PCB, waar hij ontfermde over de afdelingen in Charleroi, Waals-Brabant en Brussel. Ook stond hij in voor de geheime dienst van de partij, die was opgericht in het kader van de Koude Oorlog.
Naast zijn activiteiten binnen de communistische partij, bleef hij actief in verenigingen van oud-strijders. Zo was hij voorzitter van de Club Garcia Lorca (vernoemd naar Garcia Lorca) en van het Onafhankelijkheidsfront. Ook was hij betrokken bij tal van antifascistische initiatieven in binnen- en buitenland.

## Eretekens
Vanwege zijn activiteiten in het Verzet kreeg Baligand heel wat eretekens, onder meer:
- Commandeur in de Kroonorde (België)
- Legioen van Eer (Frankrijk)
- Silver Star (USA)
- Orde van het Britse Rijk (VK)
- Rode Ster (Sovjet-Unie)